# Act: Promise
El Act: Promise (estilizado como ACT: PROMISE) es la tercera gira mundial del grupo surcoreano Tomorrow X Together. Está dividida en dos partes; la gira principal, que se desarrolló durante 2024, y el episodio dos, desarrollado durante 2025 rebautizándose como Act: Promise -Ep.2-. La gira comenzó el 3 de mayo de 2024 en Seúl y concluyó el 25 de mayo de 2025 en Tokio.

## Antecedentes y desarrollo
La gira mundial es anunciada el 11 de marzo de 2024, con el anuncio de las primeras tres fechas en Seúl. El 19 de marzo, la agrupación anuncia 11 fechas de la etapa norteamericana de la gira, recorriendo ocho ciudades de Estados Unidos e incluyendo dos estadios. Las entradas se pusieron a la venta el 24 de marzo mediante Ticketmaster. El 8 de abril se anuncian las fechas en Japón, siendo en cuatro ciudades del país. El 14 de junio se anuncia las demás fechas asiáticas de la gira, en cuatro ciudades: Macau, Singapur, Yakarta y Taipei.
El 20 de diciembre de 2024, en medio del hiatus de la agrupación, Big Hit Music anuncia el episodio dos de la gira, con tres fechas en el Inspire Arena de Incheon y cinco en Europa, siendo esta la primera gira dentro del continente europeo. En este nuevo espectáculo se relatará lo restante de la historia inacabada presentada durante los conciertos de 2024.
En diciembre de 2024 Billboard nombra al Act: Promise como la tercera gira de k-pop más exitosa del año, y en la posición 51 dentro de la clasificación general, con 26 espectáculos que generaron 453.000 entradas vendidas y 58.1 millones de dólares.
El 9 de enero de 2025 se anuncian las fechas asiáticas restantes de la segunda parte de la gira, conformada por doce fechas nuevas en Japón y dos en Macao.

## Repertorio

### 2024
| Acto I 1. «Deja Vu» 2. «9 And Three Quarters (Run Away)» 3. «0X1=Lovesong (I Know I Love You)» 4. «Devil by the Window» 5. «Sugar Rush Ride» 6. «Farewell, Neverland» Acto II 1. «Chasing That Feeling» 2. «Magic» 3. «New Rules» 4. «Loser=Lover» 5. «Ghosting» 6. «Thursday’s Child Has Far To Go» 7. MOA Sing-Along 8. «Trust Fund Baby» 9. «Quarter Life» | Acto III 1. «The Killa (I Belong to You)» 2. «Back For More» 3. «Tinnitus (Wanna be a Rock)» Acto IV 1. «Puma» 2. «Good Boy Gone Bad» 3. «Growing Pain» Acto V 1. «Dreamer» 2. «Deep Down» 3. «I’ll See You There Tomorrow» Encore 1. «Magic Island» 2. «Miracle» 3. Canciones sorpresas del Encore |

Notas
- En las fechas japonesas se interpretan «Kitto Zutto» y «Force» en lugar de «Ghosting» y «Hitotsu no Chikai (We'll Never Change)» en lugar de «Deep Down».

| Canciones extras al repertorio |
| --- |
| - En el concierto del 5 de mayo en Seúl se interpreta «Skipping Stones» y «MOA Diary (Dubaddu Wari Wari)» al final del Encore. - En el concierto del 14 de mayo en Tacoma se interpreta «Cat & Dog» y «MOA Diary (Dubaddu Wari Wari)» al final del Encore. - En el concierto del 18 de mayo en Oakland se interpreta «Dear Sputnik» y «Cat & Dog» al final del Encore. - En el concierto del 21 de mayo en Los Ángeles se interpreta «Cat & Dog» y «MOA Diary (Dubaddu Wari Wari)» al final del Encore. - En el concierto del 22 de mayo en Los Ángeles se interpreta «Do It Like That» y «Cat & Dog» al final del Encore. - En el concierto del 26 de mayo en Houston se interpreta «Happily After Ever» luego de «Thursday’s Child Has Far To Go». Al final del Encore intepretan «Blue Hour» y «Cat & Dog». - En el concierto del 29 de mayo en Atlanta se interpreta «Do It Like That» y «Cat & Dog» al final del Encore. - En el concierto del 1 de junio en Nueva York se interpreta «No Rules» y «Cat & Dog» al final del Encore. - En el concierto del 2 de junio en Nueva York se interpreta «Do It Like That», «Cat & Dog» y «MOA Diary (Dubaddu Wari Wari)» al final del Encore. - En el concierto del 5 de junio en Rosemont se interpreta «Blue Spring» luego de «Thursday’s Child Has Far To Go». Al final del Encore interpretan «Happily After Ever» y «Cat & Dog». - En el concierto del 6 de junio en Rosemont se interpreta «Happy Fools» luego de «Thursday’s Child Has Far To Go». Al final del Encore interpretan «Happily After Ever», «Cat & Dog» y «Blue Spring». - En el concierto del 8 de junio en Washington D.C se interpreta «Cat & Dog», «MOA Diary (Dubaddu Wari Wari)» y «Blue Spring» al final del Encore. - En el concierto del 10 de julio en Tokio se interpreta «Hitori no Yoru» luego de «Thursday’s Child Has Far To Go». Al final del Encore interpreta «Hydrangea Love». - En el concierto del 11 de julio en Tokio se interpreta «Ring» luego de «Thursday’s Child Has Far To Go». Al final del Encore interpretan «MOA Diary (Dubaddu Wari Wari)» e «Ito». - En el concierto del 27 de julio en Osaka se interpreta «Hitori no Yoru» luego de «Thursday’s Child Has Far To Go». Al final del Encore interpretan «MOA Diary (Dubaddu Wari Wari)» y «Hydrangea Love». - En el concierto del 28 de julio en Osaka se interpreta «Hitori no Yoru» luego de «Thursday’s Child Has Far To Go». Al final del Encore interpretan «MOA Diary (Dubaddu Wari Wari)» y «Kitto Zutto». - En el concierto del 4 de agosto en Nagoya se interpreta «Happily Ever After» luego de «Thursday’s Child Has Far To Go». Al final del Encore interpretan «Kitto Zutto» y «MOA Diary (Dubaddu Wari Wari)». - En el concierto del 5 de agosto en Nagoya se interpreta «Hydrangea Love» luego de «Thursday’s Child Has Far To Go». Al final del Encore interpretan «Everlasting Shine» y «MOA Diary (Dubaddu Wari Wari)». - En el concierto del 30 de agosto en Macao se interpreta «MOA Diary (Dubaddu Wari Wari)» al final del Encore. - En el concierto del 31 de agosto en Macao se interpreta «Our Summer» al final del Encore. - En el concierto del 7 de septiembre en Singapur se interpretan «Cat & Dog» y «MOA Diary (Dubaddu Wari Wari)» al final del Encore. |

### 2025
| Acto I 1. «Over The Moon» 2. «Deja Vu» 3. «0X1=Lovesong (I Know I Love You)» 4. «Devil by the Window» 5. «Sugar Rush Ride» 6. «Farewell, Neverland» Acto II 1. «Resist (Not Gonna Run Away)» 2. «New Rules» 3. «Loser=Lover» 4. «Higher Than Heaven» 5. «Thursday’s Child Has Far To Go» 6. MOA Sing-Along 7. «Anti-Romantic» 8. «Quarter Life» Acto III 1. «The Killa (I Belong to You)» 2. «Tinnitus (Wanna be a Rock)» | Acto IV 1. «Danger» 2. «Back For More» Acto V 1. «Ggum» 2. «Good Boy Gone Bad» 3. «Growing Pain» Acto VI 1. «Dreamer» 2. «Forty One Winks» 3. «I’ll See You There Tomorrow» Encore 1. «Magic Island» 2. «Heaven» 3. «Miracle» 4. Canciones sorpresa del Encore |

Notas
- En las fechas en Yokohama se interpreta «Ring» en lugar de «Anti-Romantic», mientras que en Takamatsu se interpreta «Rise» en lugar de la misma canción.

## Fechas
| Fecha                    | Ciudad         | País           | Recinto                     | Asistencia | Recaudación |
| Asia                     | Asia           | Asia           | Asia                        | Asia       | Asia        |
| ------------------------ | -------------- | -------------- | --------------------------- | ---------- | ----------- |
| 3 de mayo de 2024        | Seúl           | Corea del Sur  | KSPO Dome                   | 32,125     | $3,537,642  |
| 4 de mayo de 2024        | Seúl           | Corea del Sur  | KSPO Dome                   | 32,125     | $3,537,642  |
| 5 de mayo de 2024        | Seúl           | Corea del Sur  | KSPO Dome                   | 32,125     | $3,537,642  |
| América del Norte        |                |                |                             |            |             |
| 14 de mayo de 2024       | Tacoma         | Estados Unidos | Tacoma Dome                 | 10,691     | $1,807,004  |
| 18 de mayo de 2024       | Oakland        | Estados Unidos | Oakland Coliseum            | 15,663     | $2,837,321  |
| 21 de mayo de 2024       | Los Ángeles    | Estados Unidos | Crypto.com Arena            | 23,849     | $4,153,681  |
| 22 de mayo de 2024       | Los Ángeles    | Estados Unidos | Crypto.com Arena            | 23,849     | $4,153,681  |
| 26 de mayo de 2024       | Houston        | Estados Unidos | Minute Maid Park            | 21,734     | $3,614,273  |
| 29 de mayo de 2024       | Atlanta        | Estados Unidos | State Farm Arena            | 10,072     | $1,777,934  |
| 1 de junio de 2024       | Nueva York     | Estados Unidos | Madison Square Garden       | 24,775     | $3,940,542  |
| 2 de junio de 2024       | Nueva York     | Estados Unidos | Madison Square Garden       | 24,775     | $3,940,542  |
| 5 de junio de 2024       | Rosemont       | Estados Unidos | Allstate Arena              | 21,445     | $3,482,960  |
| 6 de junio de 2024       | Rosemont       | Estados Unidos | Allstate Arena              | 21,445     | $3,482,960  |
| 8 de junio de 2024       | Washington D.C | Estados Unidos | Capital One Arena           | 13,169     | $2,187,415  |
| Asia                     |                |                |                             |            |             |
| 10 de julio de 2024      | Tokio          | Japón          | Tokyo Dome                  | 71,611     | $6,411,978  |
| 11 de julio de 2024      | Tokio          | Japón          | Tokyo Dome                  | 71,611     | $6,411,978  |
| 27 de julio de 2024      | Osaka          | Japón          | Kyocera Dome Osaka          | 127,393    | $12,130,689 |
| 28 de julio de 2024      | Osaka          | Japón          | Kyocera Dome Osaka          | 127,393    | $12,130,689 |
| 4 de agosto de 2024      | Nagoya         | Japón          | Vantelin Dome Nagoya        | 46,054     | $4,634,118  |
| 5 de agosto de 2024      | Nagoya         | Japón          | Vantelin Dome Nagoya        | 46,054     | $4,634,118  |
| 30 de agosto de 2024     | Macao          | Macao          | Galaxy Arena                | 21,293     | $4,516,751  |
| 31 de agosto de 2024     | Macao          | Macao          | Galaxy Arena                | 21,293     | $4,516,751  |
| 7 de septiembre de 2024  | Singapur       | Singapur       | Singapore Indoor Stadium    | 8,183      | $1,670,152  |
| 14 de septiembre de 2024 | Fukuoka        | Japón          | PayPay Dome                 | 54,074     | $5,400,843  |
| 15 de septiembre de 2024 | Fukuoka        | Japón          | PayPay Dome                 | 54,074     | $5,400,843  |
| 2 de octubre de 2024     | Yakarta        | Indonesia      | ICE BSD Hall                | 4,593      | $793,759    |
| 5 de octubre de 2024     | Taipei         | Taiwán         | NTSU Arena                  | 18,160     | $3,188,916  |
| 6 de octubre de 2024     | Taipei         | Taiwán         | NTSU Arena                  | 18,160     | $3,188,916  |
| Encore                   |                |                |                             |            |             |
| 1 de noviembre de 2024   | Seúl           | Corea del Sur  | KSPO Dome                   | 31,582     | $3,471,876  |
| 2 de noviembre de 2024   | Seúl           | Corea del Sur  | KSPO Dome                   | 31,582     | $3,471,876  |
| 3 de noviembre de 2024   | Seúl           | Corea del Sur  | KSPO Dome                   | 31,582     | $3,471,876  |
| 30 de noviembre de 2024  | Osaka          | Japón          | Kyocera Dome Osaka          | [ i ]      | [ i ]       |
| 1 de diciembre de 2024   | Osaka          | Japón          | Kyocera Dome Osaka          | [ i ]      | [ i ]       |
| Act: Promise -Ep.2-      |                |                |                             |            |             |
| Asia                     |                |                |                             |            |             |
| 7 de marzo de 2025       | Incheon        | Corea del Sur  | Inspire Arena               | ―          | ―           |
| 8 de marzo de 2025       | Incheon        | Corea del Sur  | Inspire Arena               | ―          | ―           |
| 9 de marzo de 2025       | Incheon        | Corea del Sur  | Inspire Arena               | ―          | ―           |
| 12 de marzo de 2025      | Yokohama       | Japón          | K-Arena Yokohama            | —          | ―           |
| 13 de marzo de 2025      | Yokohama       | Japón          | K-Arena Yokohama            | —          | ―           |
| Europa                   |                |                |                             |            |             |
| 20 de marzo de 2025      | Barcelona      | España         | Palau Sant Jordi            | ―          | ―           |
| 25 de marzo de 2025      | Londres        | Reino Unido    | The O2 Arena                | ―          | ―           |
| 27 de marzo de 2025      | Berlín         | Alemania       | Uber Arena                  | ―          | ―           |
| 30 de marzo de 2025      | París          | Francia        | Accor Arena                 | ―          | ―           |
| 1 de abril de 2025       | Ámsterdam      | Países Bajos   | Ziggo Dome                  | ―          | ―           |
| Asia                     |                |                |                             |            |             |
| 12 de abril de 2025      | Takamatsu      | Japón          | Anabuki Arena Kagawa        | ―          | ―           |
| 13 de abril de 2025      | Takamatsu      | Japón          | Anabuki Arena Kagawa        | ―          | ―           |
| 25 de abril de 2025      | Tokoname       | Japón          | Aichi Sky Expo              | ―          | ―           |
| 26 de abril de 2025      | Tokoname       | Japón          | Aichi Sky Expo              | ―          | ―           |
| 29 de abril de 2025      | Fukuoka        | Japón          | Marine Messe Fukuoka Hall A | ―          | ―           |
| 30 de abril de 2025      | Fukuoka        | Japón          | Marine Messe Fukuoka Hall A | ―          | ―           |
| 9 de mayo de 2025        | Macao          | Macao          | Galaxy Arena                | ―          | ―           |
| 10 de mayo de 2025       | Macao          | Macao          | Galaxy Arena                | ―          | ―           |
| 11 de mayo de 2025       | Macao          | Macao          | Galaxy Arena                | ―          | ―           |
| 17 de mayo de 2025       | Osaka          | Japón          | Asue Arena Osaka            | ―          | ―           |
| 18 de mayo de 2025       | Osaka          | Japón          | Asue Arena Osaka            | ―          | ―           |
| 24 de mayo de 2025       | Tokio          | Japón          | Ariake Arena                | ―          | ―           |
| 25 de mayo de 2025       | Tokio          | Japón          | Ariake Arena                | ―          | ―           |
| Total                    | Total          | Total          | Total                       | 556,466    | $69,557,884 |